# Новая Деревня (Никифоровский район)
Новая деревня — деревня в Никифоровском районе Тамбовской области России. Входит в состав Юрловского сельсовета.

## География
Деревня находится на западе центральной части Тамбовской области, в лесостепной зоне, на берегу реки Ближняя Сурёна, на расстоянии примерно 22 километров (по прямой) к югу от Дмитриевки, административного центра района. 

### Климат
Климат умеренно континентальный, относительно сухой, с холодной продолжительной зимой и тёплым летом. Средняя температура воздуха самого холодного месяца (января) — −11,5 — −10,5 °C (абсолютный минимум — −39 °C); самого тёплого месяца (июля) — 19,5 — 20,5 °C (абсолютный максимум — 40 °С). Период с положительной температурой выше 10 °C длится от 141 до 154 дней. Среднегодовое количество атмосферных осадков составляет около 450—500 мм. Продолжительность залегания снежного покрова составляет в среднем 135 дней.

### Часовой пояс
Деревня Новая Деревня, как и вся Тамбовская область, находится в часовой зоне МСК (московское время). Смещение применяемого времени относительно UTC составляет +3:00.

## Население
| 2010 |
| ---- |
| 20   |

### Национальный состав
Согласно результатам переписи 2002 года, в национальной структуре населения русские составляли 100 % из 32 чел.

## Инфраструктура
В деревне 1 улица - Деревенская.